# Haile Selassie I al Etiopiei
Haile Selassie I (Tafari Makonnen Woldemikael; n. 23 iulie 1892, Ejersa Goro⁠(d), Statul Oromia, Etiopia – d. 27 august 1975, Addis Abeba, Derg⁠(d)), denumit de către rastafarieni Haile Selassie (Regele regilor și Lordul lorzilor), a fost împăratul Etiopiei între 1930-1935 și 1941-1974. Rastafarienii cred că el ar fi fost Mesia, încarnarea lui Dumnezeu (Jah). În timpul domniei sale a inițiat numeroase reforme sociale și economice prin care a urmărit modernizarea statului.

## Încoronarea
Pe 2 noiembrie 1930, la Catedrala Sfântul Gheorghe din Addis Abeba, Arhiepiscopul copt al Bisericii Ortodoxe Tewahedo din Etiopia, Abune Kerrilos, îl încorona odată pe împăratul Haile Selassie I, ales al lui Dumnezeu, ca Rege al Regilor Etiopiei.
Pentru prima dată în Istoria Etiopiei, statele străine au trimis înalți reprezentanți, pentru a fi martorii întronizării moștenitorului celei mai vechi dinastii din lume, cu pretinsa origine în Solomon, din vechiul Israel, și Makeda, regina din Sheba. Regele George V al Marii Britanii l-a trimis pe fiul său, Prințul Henry, duce de Gloucester; Regele Vittorio Emanuelle de Italia l-a trimis pe vărul său, Prințul de Udine; iar Franța l-a trimis pe mareșalul Franchet D'Esperey. 
A fost un eveniment monumental pentru africanii colonizați și pentru oamenii din diaspora africană din întreaga lume. Aici era un monarh care simboliza Africa antică, un regat cu o tradiție mândră și o istorie ilustră și o Biserică pretinsa la fel de veche ca Creștinismul însuși. Aceasta a declanșat un mare sentiment de mândrie în multe inimi din întreaga lume. Cu toate acestea, urma sa fie ultima încoronare a unui împărat creștin pe care lumea avea sa o vadă aici. 

## Eliberator al țării sale
Împăratul Haile Selassie a devenit o figură foarte iconică. Atitudinea lui împotriva lui Mussolini și invazia fascistă asupra regatului său l-au transformat într-o stea internațională, mai ales după discursul său din cadrul Ligii Națiunilor, din 30 iunie 1936. Demnitatea sa și mantaua întunecată pe care o afișa urcând pe podium, l-au făcut să câștige o mare simpatie. Cu toate acestea, discursul său puternic a ridicat problema amenințărilor la adresa păcii mondiale, iar printr-o declarație numită profetică, a prezis viitorul Război Mondial: "Noi suntem astăzi, mâine veți fi voi".
A făcut apel, fără succes, la Liga Națiunilor, împotriva cuceririi țării sale de către italieni (1935–1936). Ca urmare, a fost detronat și exilat în Marea Britanie, într-un exil dificil, care a durat cinci ani, înainte de venirea celui de-al Doilea Război Mondial. În 1940 s-a dus în Egipt, unde a format o armată cu care, în ianuarie 1941, a intrat în Etiopia alături de forțele britanice, conducând o campanie aliată, prin care și-a eliberat țara în 1941, făcând din Etiopia prima țară eliberată de sub ocupația Axei. A fost reinstalat pe tron, în data de 5 mai 1941. 

## O viață pentru Biserica Ortodoxă Orientală
Credința împăratului a fost unul dintre lucrurile care l-au definit clar. Conform tuturor mărturisirilor, împăratul era un om foarte credincios. S-a născut ca Lij Tafari Makonnen, fiu al lui Ras Makonnen Wolde Mikael, guvernator al provinciei Harrarge, pe 23 iulie 1892. Mama sa a murit în timp ce era încă nou-născut. Tatăl său a fost primul văr al împăratului Menelik al II-lea al Etiopiei și ministrul său de externe de-facto, călătorind adesea și lăsând îngrijirea zilnică a fiului său și o mare gospodărie pe seama rudelor. 
Tânărul Lij Tafari a primit educația tradițională a unui băiat din timpul dinastiei imperiale și a nobilimii mari. El a fost lăsat în grija preoților ortodocși, care l-au instruit în tainele lecturii și scrierii, iar la vârsta de șase ani putea recita Cartea Psalmilor în geez (limba antică a Etiopiei, acum folosită doar la Sfânta Liturghie). La vârsta de nouă ani a fost hirotonit diacon, de către Arhiepiscopul copt de Etiopia, Abune Mattewos (Matei), asista la oficierea Sfintei Liturghii și învăța toate ritualurile și obiceiurile Bisericii. În același timp, tatăl sau s-a îngrijit să primească instruire pe subiecte moderne și în domeniul limbilor străine, printr-un preot catolic francez local, dar a continuat sa-și păstreze credința sa ortodoxă.
În 1917, nobilimea Imperiului Etiopian s-au unit și l-a înlăturat pe împăratul desemnat, Lij Iyasu, de pe tronul imperial, pentru apostazie. Lij Iyasu fusese numit moștenitor al tronului, de către bunicul său, Împăratul Menelik al II-lea, dar nu a fost încoronat niciodată după moartea lui Menelik din 1912. El a fost acuzat că s-a convertit la islam și a fost excomunicat de Arhiepiscopul Abune Mattewos. Acesta a fost înlocuit, pe tronul imperial, de fiica lui Menelik, împărăteasa Zewditu. Întrucât noua împărăteasă nu avea copii care sa fi supraviețuit copilăriei, Tafari Makonnen a ajuns sa primească titlul de Ras și a fost făcut Prinț și Regent al Imperiului, guvernând țara în numele ei. 
Din momentul în care a preluat responsabilitatea statului, tânărul prinț a muncit din greu pentru a avansa cauza credinței sale creștin-ortodoxe. Aproape imediat, a început negocierile cu Patriarhia Coptă din Alexandria, pentru hirotonirea episcopilor etiopieni nativi. Începând cu secolul al IV-lea, când Sfântul Athenathie l-a desemnat pe Sfantul Frumetius ca prim episcop al Etiopiei, Abune Salama, Etiopia primea doar cate un singur episcop copt pentru a-i încorona pe monarhi, a binecuvânta altarele bisericești, a hirotoni clerici și a-i conduce pe credincioșii ortodocși. Împăratul Yohannes al IV-lea (rege 1872-1889) a reușit să-l facă pe Papa copt să numească patru episcopi pentru Imperiul său, dar aceștia au murit unul câte unul, fără succesori numiți, ultimul fiind Abune Mattewos care a încoronat-o pe împărăteasa Zewditu.
Ras Tafari Makonnen i-a susținut pe episcopii nativi, dar Cairo a opus rezistenta. În cele din urmă, printr-un compromis, Biserica Coptă a numit un copt, Abune Kerrilos (Cyril), ca Arhiepiscop al Etiopiei, și cinci episcopi născuți in Etiopia, pentru a sluji sub el, în anul 1928. Acest lucru a redus foarte mult greutățile cu care se confruntau numeroasele biserici din întreaga țara, de acum bărbații fiind trimiși pe distanțe mai scurte pentru a fi hirotoniți de un episcop. Noii episcopi vorbeau limbile materne și erau mai activi în conducerea zilnică a eparhiei lor, decât fuseseră predecesorii născuți copți.
A fost un mare progres pentru Biserica Etiopiană. Odată încoronat ca împărat, Haile Selassie a continuat să militeze, la Cairo, pentru a hirotoni, în cele din urmă, și un etiopian nativ, ca arhiepiscop. A fost un refuz lung și dificil, dar după ce ocupația italienească s-a încheiat, negocierile au prins putere, iar în 1948 s-a ajuns la un acord în care succesorul lui Abune Kerrilos sa fie un etiopian ales de un nou set de 5 episcopi nativi etiopieni numiți de Patriarh. 
Prin aceasta, Biserica Etiopiană și-a câștigat autocefalia. În 1951, Papa Copt Yosab al II-lea l-a hirotonit pe Abune Basilios ca prim Arhiepiscop ales la nivel național, nativ etiopian. Cu alte negocieri și acorduri, în 1959, Papa Kerrilos al VI-lea l-a ridicat pe Abune Basilios la rang de Patriarh-Catolicos, iar pentru Biserica Etiopiană a fost o realizare pe care n-o reușise niciun alt conducător etiopian începând cu secolul al IV-lea. 
Pe lângă autocefalie, Împăratul a făcut mult pentru a reforma conducerea Bisericii. În 1942, a adoptat o lege care reforma finanțele Bisericii. În 1944 a înființat Colegiul Teologic Sfânta Treime, prima instituție modernă de învățământ teologic superior din țară. El a comandat o nouă traducere a Sfintei Scripturi în limba moderna amharic, în 1960, și a fost distribuită pe întreg teritoriul. Haile Selassi a fost responsabil cu construirea nenumăratelor biserici din întreaga țară. Între cele mai importante se numără Catedrala Sfintei Treimi, Biserica Sfântului Ștefan, Biserica Sfântului Marcu, Biserica Mântuitorului Lumii (Meskea Hazunan Medhane Alem), din Addis Abeba. În afara capitalei, se remarca noua Biserică Sf. Takla Haimanot din Mănăstirea Debre, Mănăstirea Asebot, Biserica Sfântul Arhanghel Gavriil din Kulibi, Biserica Marii Mănăstiri din Waldeba și, mai presus de toate, noua Catedrală a Sfintei Maria din Sion, în Axum, și multe altele.  

## Ctitor și apărător al Credinței Ortodoxe
Haile Selassie a fost un mare ctitor de biserici. De asemenea, a aranjat totul astfel încât Biserica să se alăture Consiliului Mondial al Bisericilor și să participe la forumuri internaționale pentru prima dată. Împăratul a fost un om dedicat ideii ecumenismului creștin și, mai ales, unității comunității ortodoxe orientale. Recunoscând că Bisericile Ortodoxe Orientale nu s-au întâlnit niciodată împreună de la Sinodul din Efes, și nu luaseră vreo decizie de asociere de când avuseseră poziția comună la Sinodul din Calcedon, împăratul a convocat o conferință a celor cinci Biserici Ortodoxe Orientale de atunci, la Addis Abeba, în 1965, punând capăt perioadei de izolare reciproca a acestora. 
Cele cinci Biserici au discutat aspecte de interes comun, din 15 ianuarie pana pe 23, ajungând la decizii istorice și convenind să lucreze în mai multă unitate pe viitor. Drept recunoștință, șefii celor cinci Biserici Orientale i-au conferit împăratului titlul de "Apărător al Credinței", pe care l-a purtat cu respect și mândrie. Împăratul a fost un susținător devotat al comunităților creștine aflate sub presiune, în special în rândul ortodocșilor orientali. Încă din prima sa vizită în străinătate ca Prinț, în 1923, a fost mișcat de situația multor orfani din genocidul armean, aceștia aflându-se sub îngrijirea Patriarhiei Armene din Ierusalim. El a adoptat 40 de băieți și i-a dus adus în Etiopia, unde le-a acoperit personal cheltuielile educaționale și de trai, aceștia alăturându-se unei comunități armene deja existente în Etiopia. Acești băieți armeni erau cunoscuți sub numele de "Arba Lijoch" (patruzeci de copii din Amharic). Ei au continuat întemeind familii armeano-etiopiene proeminente, care activau în diverse meserii și în societate în general.  
Împăratul a fost, de asemenea, un bun prieten al comunității mari grecești din Etiopia și se știe că a întărit în mod deosebit statutul Patriarhiei Ecumenice, în fata autorităților turcești, în momente de încercări. Vizitele sale în țările din Blocul Estic au fost întotdeauna marcate de respect din partea ierarhiilor ortodoxe locale, în timpul opresiunii comuniste, fie că era vorba de Moscova, Belgrad sau București (1964, Gheorghe Gheorghiu Dej îl decorează cu Steaua României).  Împăratul Haile Selassie a avut o atitudine plina de grija, intervenind până la un anumit nivel, în fata regimului oficial opresiv cu care se confruntau aceste Biserici captive. În Iugoslavia, pentru a-l mulțumi, mareșalul Joseph Broz Tito a restaurat chiar si o Capela Regală a Sfântului Andrei înaintea vizitei împăratului, știind că Împăratul ar fi fost nemulțumit să o vadă în starea anterioara.
În viața sa personală, împăratul Haile Selassie era profund credincios. El a urmat regulile rigide de postire ale Bisericii sale, urmând o dietă strict vegetariană în zilele de post. Haile Salassie participa aproape zilnic la Sfânta Liturghie, vizitând diferite biserici. Se împărtășea de două ori pe lună - conform tatălui autorului articolului de față, martor al acestui program. Înainte de fiecare călătorie pe care o întreprindea în străinătate, mergea mai întâi la Catedrala Sfânta Treime pentru a se ruga. Prima oprire, la întoarcere, era tot Catedrala Sfânta Treime, și tot pentru a se ruga. În timpul zilei, dacă vedea vreun preot, indiferent cât de umil ar fi fost acela, el se oprea să-i sărute mana. 
Fiecare declarație publică era un omagiu adus Creatorului și cerea binecuvântarea Sa. Când a căzut monarhia, Biserica Ortodoxă Etiopiana Tewahedo și-a pierdut statutul său de Biserică de Stat. După ce a fost detronat de către junta militară marxista Derg, în septembrie 1974, împăratul a fost ținut sub arest într-o clădire mică, în Palatul Imperial Menelik din Addis Abeba. Această clădire se afla în apropierea uneia dintre bisericile Palatului, Biserica Maicii Domnului (Kidane Meheret). Oprit de la participarea la Sfânta Liturghie, însoțitorii săi au atestat că Împăratul, îmbătrânit, stătea la una din ferestrele acestei case, pentru a vedea biserica și putea da toate răspunsurile, luând parte măcar pe aceasta cale la Sfânta Liturghie.
Din păcate, după ce a murit în august 1975 în circumstanțe extrem de suspicioase și misterioase în timp ce era întemnițat, Haile Selassie a fost îngropat într-un mormânt ascuns și nemarcat. Guvernul Derg condus de Mengistu Haile Mariam a interzis în mod special desfășurarea oricărui tip de slujbă funerară sau memorialistică pentru împărat. În noiembrie 2000, Biserica Ortodoxă ecumenică Tewahedo a efectuat o slujba funerară imperială completă pentru el, iar osemintele împăratului Haile Selassie fuseseră dezgropate din mormântul secret și reîngropate de către noul guvern al Etiopiei.
Deși noul guvern a refuzat onoruri de stat pentru împărat, Biserica a luat ulterior rămășițele regale și Haile Selassie a fost pus să se odihnească în locul de veci pe care și-l pregătise lângă soția sa, împărăteasa Menen, într-o capela din interiorul Catedralei Sfintei Treimi. Patriarhul Bisericii Ortodoxe Etiopiene Tewahedo la vremea aceea, Abune Paulos, a adus un omagiu împăratului Haile Selassie, ales al lui Dumnezeu, Rege al Regilor Etiopiei. El a spus, că nu numai Biserica Etiopiană Tewahedo, ci întreaga Etiopie, Africa și lumea în general, îi datorau împăratului Haile Selassie o cinstire imensă. 

## Rastafarienii
Pentru Mișcarea Rastafari Mesia este Haile Selassie I al Etiopiei. El a fost creștin ortodox, deci nu rastafarian, dar nici nu a încurajat, nici nu a descurajat ideea că ar fi Mesia. Un interviu al său ar putea fi interpretat că a negat că ar fi Mesia, lucrul nu este însă lămurit.

## Legături cu România
În 1934, la Addis Abeba, Haile Selassie s-a întâlnit cu publicistul și călătorul român Mihai Tican Rumano, care și-a consemnat experiențele sale abisiniene, vechea denumire a etiopienilor, în cartea Abisinia, prefațată de Radu D. Rosetti, apărută în anul 1935.
În 1964 s-a întâlnit la București, cu președintele României, de atunci, Gheorghe Gheorghiu Dej, care l-a decorat cu Steaua României .

## Distincții
- Ordinul Steaua Republicii Populare Romîne clasa I (26 septembrie 1964) „dînd o înaltă apreciere contribuției aduse de Majestatea Sa Imperială Haile Sellassie I, împărat al Etiopiei, pe tărîmul luptei pentru independența popoarelor, precum și meritelor sale deosebite în promovarea principiilor coexistenței pașnice, în dezvoltarea colaborării internaționale și a prieteniei dintre poporul etiopian și poporul romîn”[20]